# 訃報 2024年
訃報 2024年（ふほう 2024ねん）は、2024年（令和6年）中に物故した人物をまとめたものである。詳細は月別訃報記事を参照のこと。

## 月別の訃報記事一覧
- 訃報 2024年1月
- 訃報 2024年2月
- 訃報 2024年3月
- 訃報 2024年4月
- 訃報 2024年5月
- 訃報 2024年6月
- 訃報 2024年7月
- 訃報 2024年8月
- 訃報 2024年9月
- 訃報 2024年10月
- 訃報 2024年11月
- 訃報 2024年12月

### 新聞社お悔やみ
- 日本経済新聞おくやみ
- 朝日新聞おくやみ
- 毎日新聞おくやみ
- 産経新聞おくやみ
- 読売新聞おくやみ
- 東京新聞おくやみ

### 通信社お悔やみ
- 共同通信おくやみ
- 時事通信おくやみ